# 慶珊寺
慶珊寺（けいさんじ）は、神奈川県横浜市金沢区富岡東に存在する真言宗御室派の寺。
寛永元年（1624年）に領主の豊島明重が両親の菩提を弔うため建立した寺。寺号は明重の母の法名により名づけられた。門前に岸信介の書による「孫文上陸記念碑」がある。

## 所在
神奈川県横浜市金沢区富岡東4-1-8

## 文化財
- 十一面観音半跏像（県重要文化財）[2]。

## アクセス
- 京浜急行電鉄京急富岡駅より徒歩約15分。
- JR根岸線新杉田駅より横浜市営バス〈294系統〉を利用、「富岡東中学校前」下車徒歩約3分。
- JR根岸線磯子駅より京浜急行バス〈4系統〉を利用、「宮の前」下車徒歩約5分。

## 近隣
- 富岡八幡宮
- 富岡総合公園